# Lamponius bocki
Lamponius bocki är en insektsart som beskrevs av Ludwig Redtenbacher 1908. Lamponius bocki ingår i släktet Lamponius och familjen Pseudophasmatidae. Inga underarter finns listade i Catalogue of Life.